# قاعة مشاهير رواد الفضاء بالولايات المتحدة

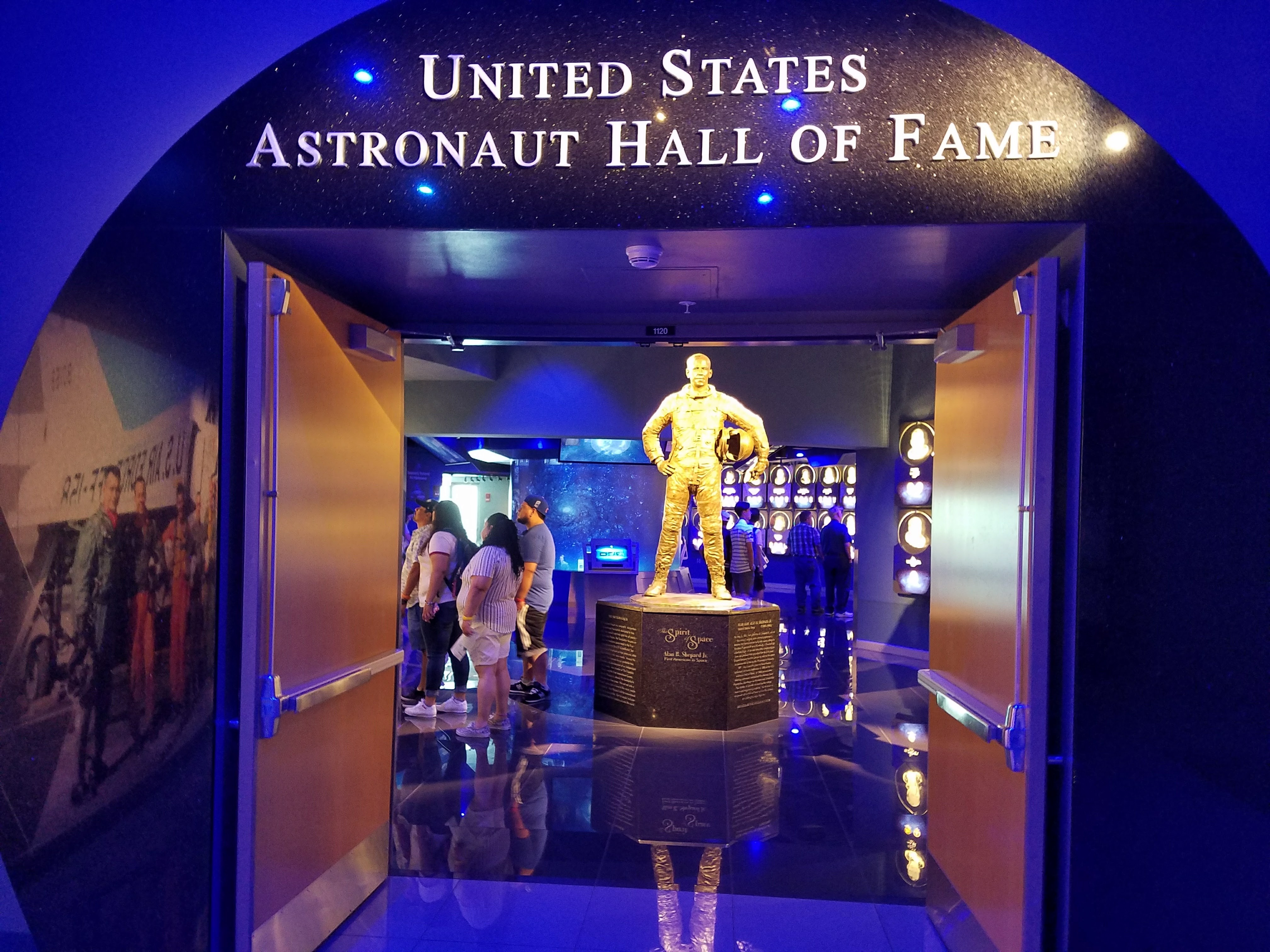
تمثال آلان شيبرد الموجود عند المدخل

قاعة مشاهير رواد الفضاء بالولايات المتحدة تقع داخل مبنى أبطال مجمع أساطير مركز كينيدي للفضاء، رواد الفضاء الأمريكيين وتتميز بأكبر مجموعة في العالم من تذكاراتهم الشخصية، مع التركيز على رواد الفضاء الذين تم إدخالهم إلى القاعة؛ وكذلك سيجما 7، المركبة الفضائية المأهولة الخامسة ميركوري.

## التاريخ

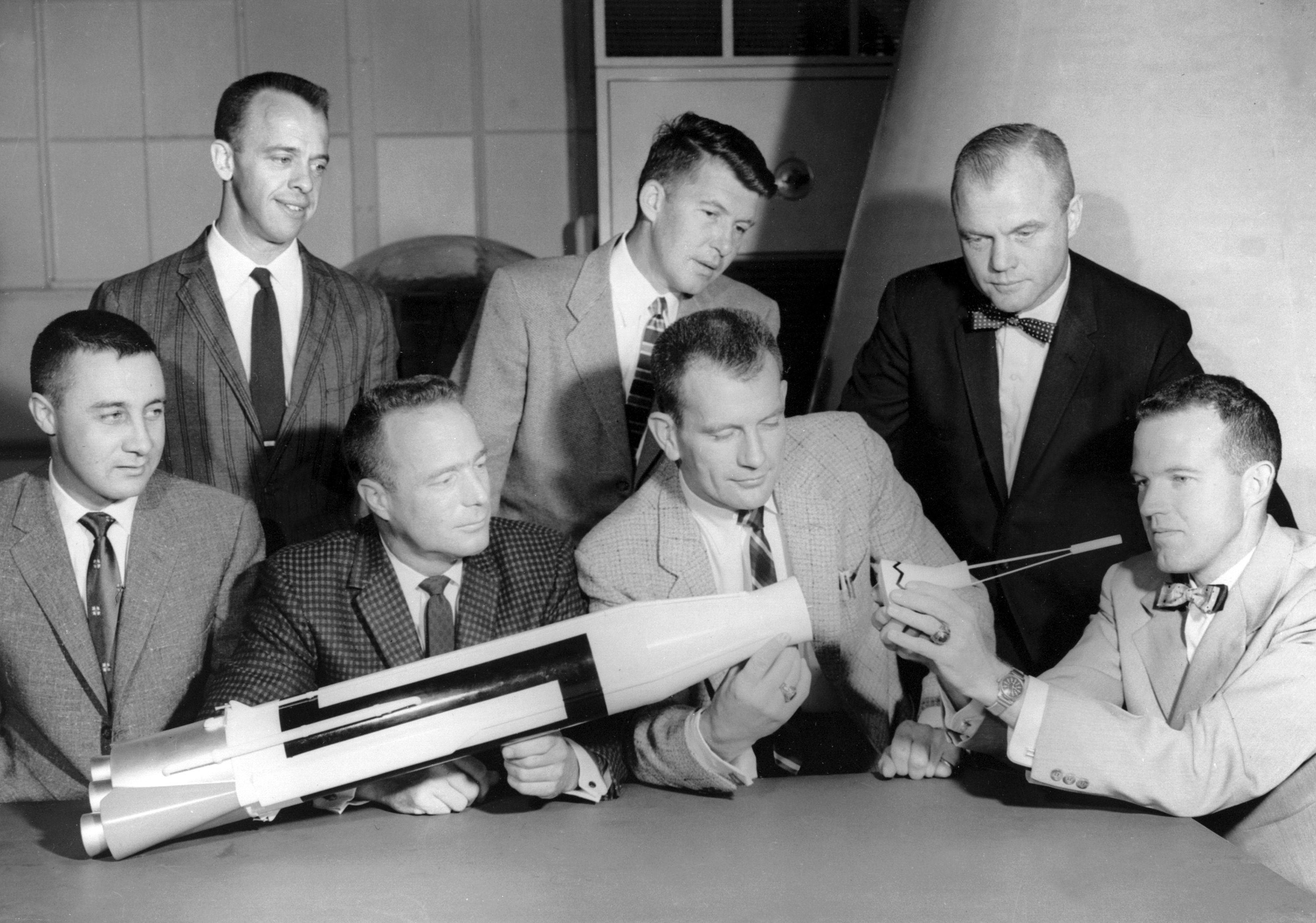
رواد فضاء ميركوري في عام 1962، أدخلت عام 1990

في الثمانينيات من القرن الماضي، صمم رواد فضاء ميركوري سيفين الستة الذين بقوا على قيد الحياة في ذلك الوقت لتأسيس مكان يمكن فيه تذكر وتكريم رواد الفضاء الأمريكيين، على غرار قاعات الشهرة في الحقول الأخرى. تم تشكيل مؤسسة ميركري سيفن فاونديشن ولها دور في العمليات الحالية لقاعة المشاهير. كان أول مدير تنفيذي للمؤسسة هو المراسل السابق لوكالة أسوشيتيد بريس هوارد بنديكت.

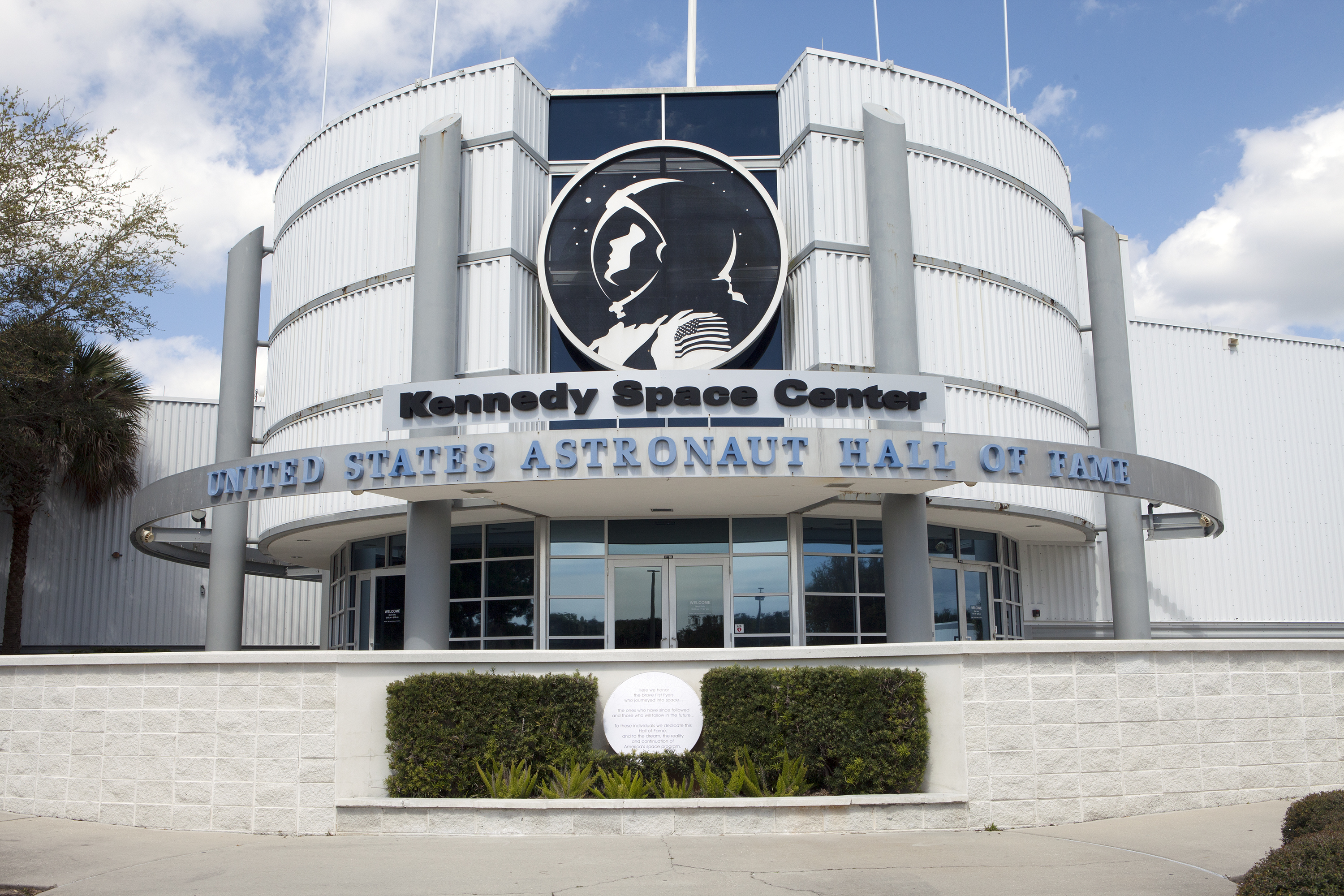
مدخل قاعة مشاهير رواد الفضاء الأصلية

افتتحت قاعة مشاهير رواد الفضاء في 29 أكتوبر 1990، من قبل مؤسسة معسكر الفضاء الأمريكية، التي كانت المالك الأول للمنشأة. كان يقع بجوار فرع فلوريدا كامب سبيس.
أغلقت قاعة المشاهير لعدة أشهر في عام 2002 عندما قام دائنو مؤسسة معسكر الفضاء الأمريكية بإغلاق العقار بسبب قلة الحضور والديون المتزايدة. في شهر سبتمبر من هذا العام، تم عقد مزاد وشراء العقار من قبل Delaware North Park Services نيابة عن ناسا وتمت إضافة العقار إلى مجمع زوار مركز كينيدي للفضاء. أعيد افتتاح قاعة المشاهير في 14 ديسمبر 2002.
أغلقت قاعة المشاهير الأصلية التي كانت تقع إلى الغرب مباشرة من جسر ناسا أمام الجمهور في 2 نوفمبر 2015، استعدادًا لنقلها في مجمع زوار مركز كينيدي للفضاء على بعد 6 أميال (9.7 كم) إلى الشرق في جزيرة ميريت. خارج المبنى، كانت هناك نسخة طبق الأصل كاملة من مركبة الفضاء الملهمة حيث يمكن للزوار الدخول إلى الداخل وعرضها.
تم شراء هذا المبنى في مزاد من قبل مشغل مجمع الزوار ديلور الشمالي وأعيد تسميته إلى مجمع أي تي اكس ويضم برامج تعليمية متعددة.

## المجندون
يتم اختيار المجندين في قاعة المشاهير من قبل لجنة الشريط الأزرق التي تضم مسؤولين سابقين في ناسا ومراقبي الرحلات الجوية والمؤرخين والصحفيين وسلطات الفضاء الأخرى بناءً على إنجازاتهم في الفضاء أو مساهماتهم في تطوير استكشاف الفضاء. باستثناء عام 2002، تم إجراء الحث كل عام منذ عام 2001.

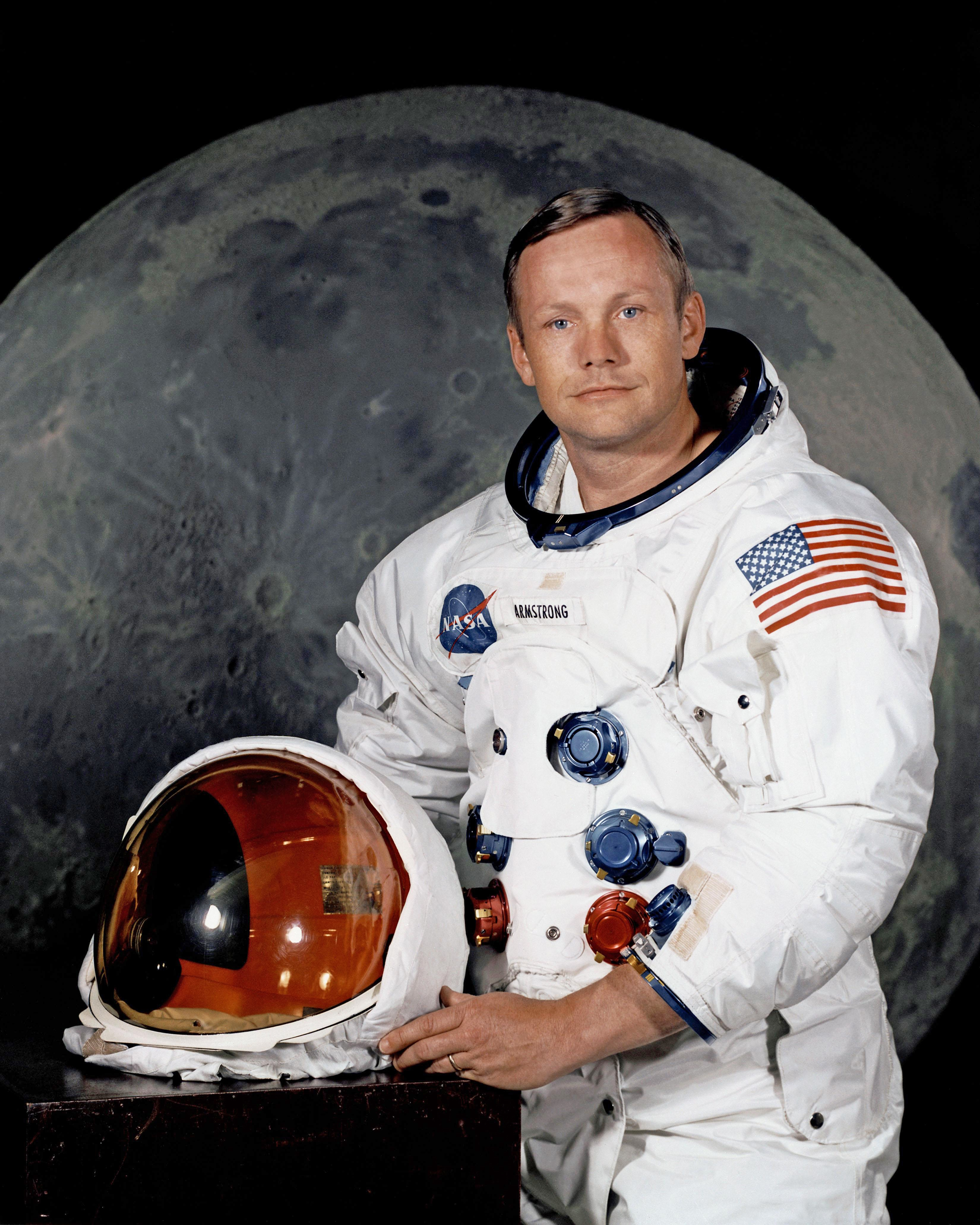
نيل أرمسترونغ، أدخلت عام 1993

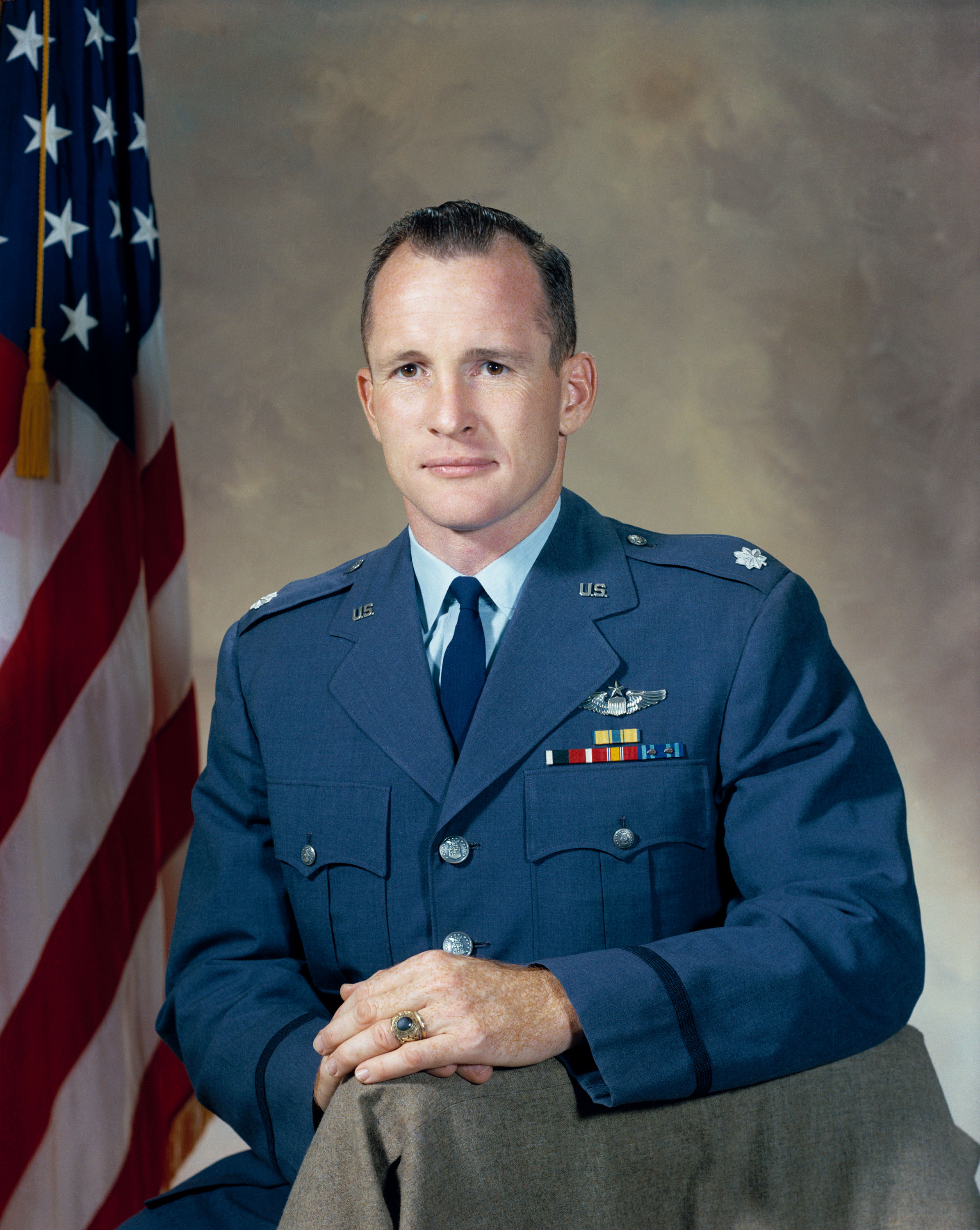
إد وايت، أدخلت عام 1993

قامت قاعة الشهرة، بصفتها فصلها الافتتاحي في عام 1990، بتشكيل المجموعة الأصلية لرواد الفضاء في الولايات المتحدة: ميركوري سيفين. بالإضافة إلى كونهم أول رواد فضاء أمريكيين، وضعوا العديد من الأولويات في رحلات الفضاء الأمريكية، الميمون والمأساوية. كان آلان شيبارد أول أميركي في الفضاء، وأصبح فيما بعد أحد الأشخاص الإثني عشر الذين يمشون على سطح القمر. كان جون غلين أول أميركي يدور حول الأرض وبعد أن بدأ تحريضه، في عام 1998، ليصبح أكبر رجل يطير في الفضاء، ويبلغ من العمر 77 عامًا. كان جوس جريسوم أول أمريكي يطير في الفضاء مرتين وكان قائد أبولو 1 المشؤوم، مما أسفر عن مقتل أول رائد فضاء يتعلق مباشرة بالتحضير لرحلات الفضاء.

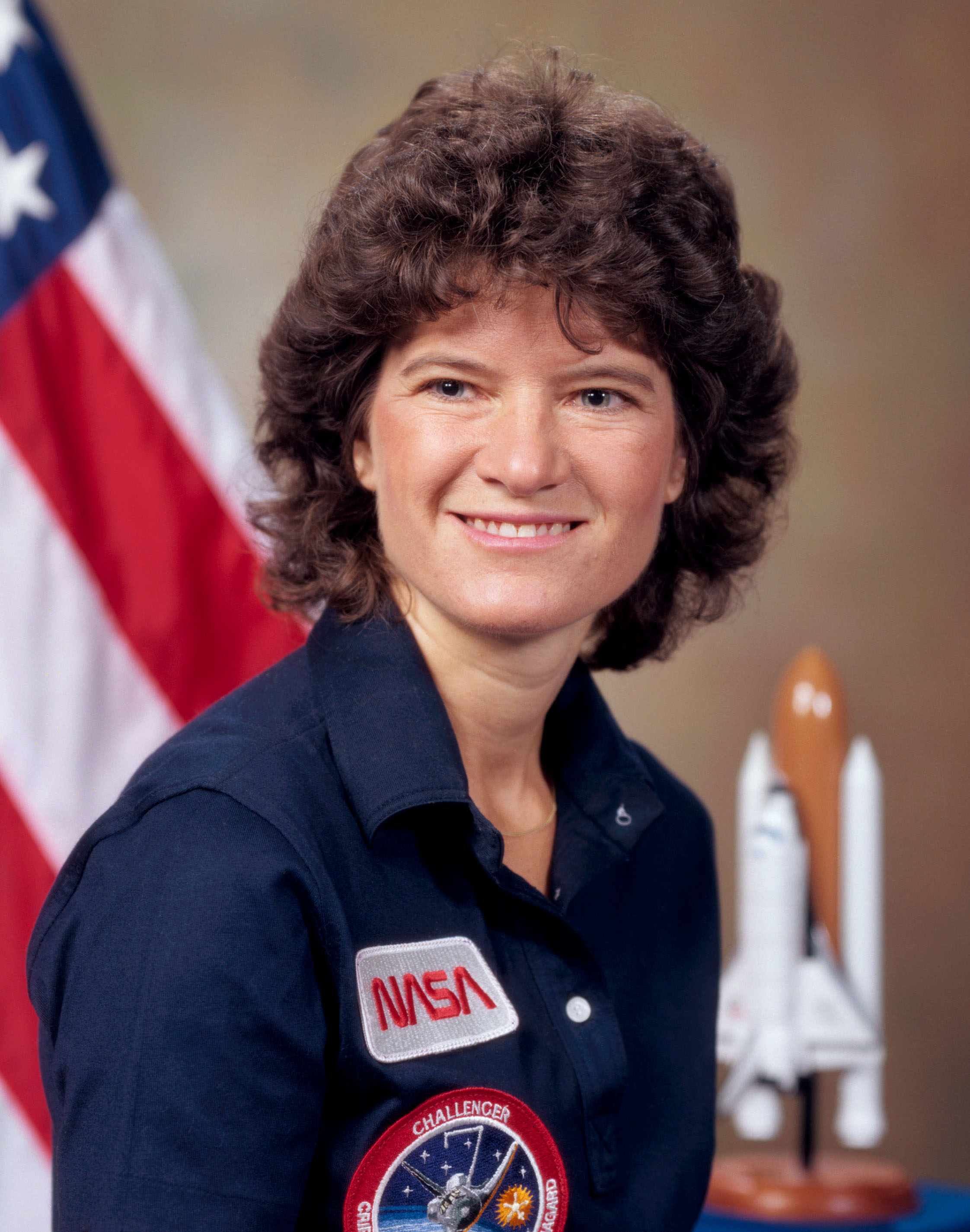
سالي رايد، أدخلت عام 2003

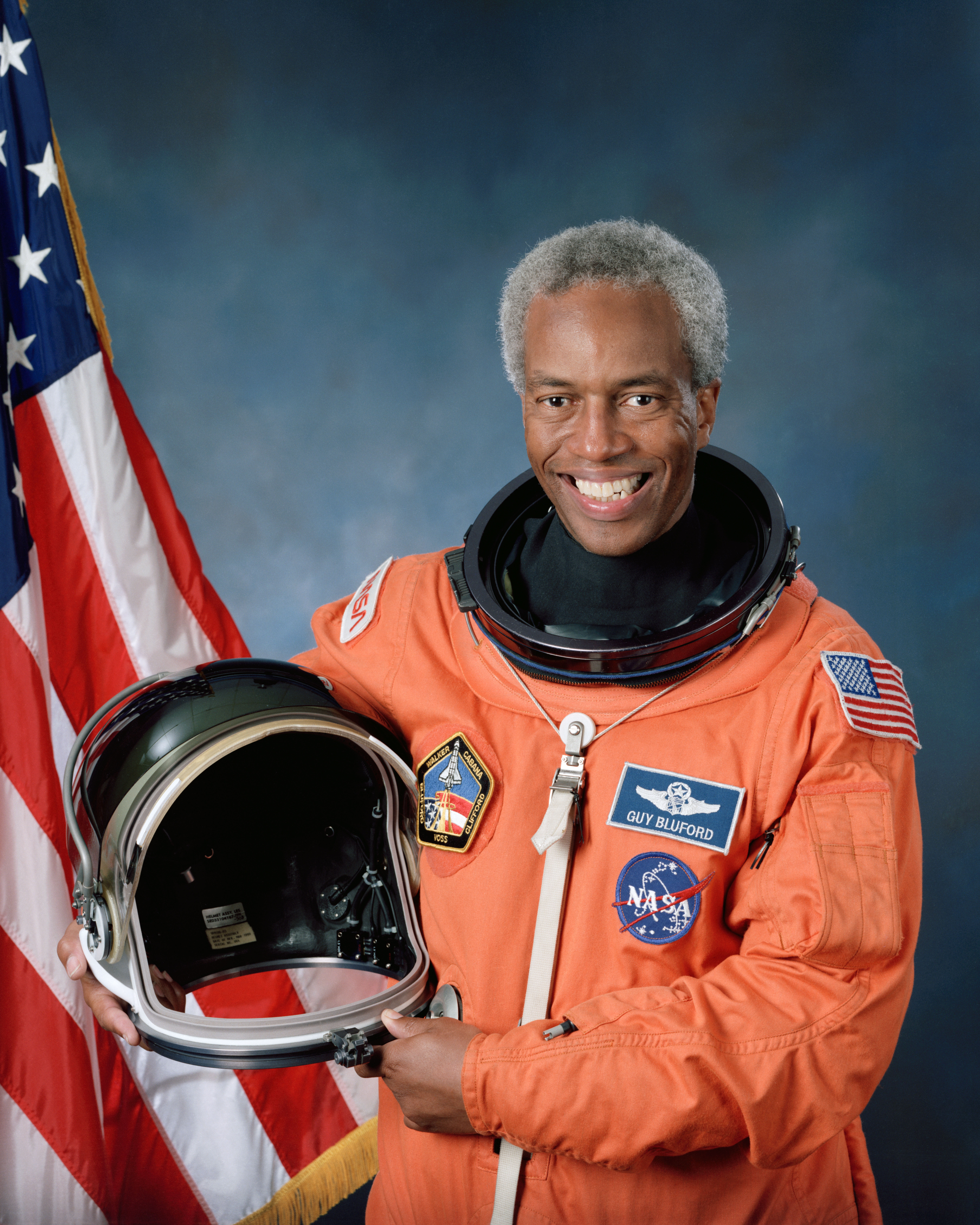
غي بلوفورد، تم تدشينه عام 2010

تم توظيف 13 رائد فضاء من برنامجي Gemini وApollo في عام 1993. شملت هذه الفئة البشر الأول والأخير على المشي على سطح القمر ونيل أرمسترونغ ويوجين سيرنان. إد وايت، أول أمريكي يمشي في الفضاء (قتل أيضًا في حادث أبولو 1)؛ جيم لوفيل، قائد أبولو 13 المأساوي الشهير؛ وجون يونغ، الذي شملت ست رحلات طيران على سطح القمر وقيادة أول مهمة لمكوك الفضاء.
تم تدشين الصف الثالث في عام 1997 وكان يتكون من 24 من رواد فضاء الجوزاء وأبولو وسكايلاب. كان من أبرز أعضاء الفئة روجر شافي، رائد الفضاء الثالث الذي قُتل في حريق أبولو 1 والرائد الوحيد الذي لم يحلق بعد في القاعة؛ هاريسون شميت، أول عالم وأخير شخص يمشي على سطح القمر؛ وجاك سويغرت وفريد هايز، طاقم السفينة أبولو 13 الذي لم يتم تجنيده من قبل.
تم توظيف أكثر من عشرين رائد فضاء من برنامج مراكب الفضاء منذ عام 2001. من بين هؤلاء سالي رايد، أول امرأة أمريكية في الفضاء. ستوري موسغريف، الذي طار ست بعثات في الثمانينيات والتسعينيات؛ وفرانسيس سكوبي، قائد مهمة تشالنجر النهائية المشؤومة.
تألفت فئة 2010 من غيون بلوفورد، الابن، كينيث باوروكس، فرانك كولبيرتسون وكاثرين ثورنتون. كان المجندون في 2011 هم كارول بوبكو وسوزان هيلمز. كان المجندون في عام 2012 هم فرانكلين تشانج دياز وكيفن شيلتون وتشارلز بريور. بوني دانبار، كيرت براون وإيلين كولينز تم تجنيدهم في عام 2013، وشانون وسيد وجيري روس من فئة 2014
في عام 2016، شمل المجندون براين دافي وسكوت بارازينسكي. تم الإعلان عن إلين أوتشوا ومايكل فوال في فئة 2017 في قاعة مشاهير رواد الفضاء بالولايات المتحدة. المجندون لعام 2019 هم جيمس بوشلي وجانيت إل كافاندي.

## المعارض

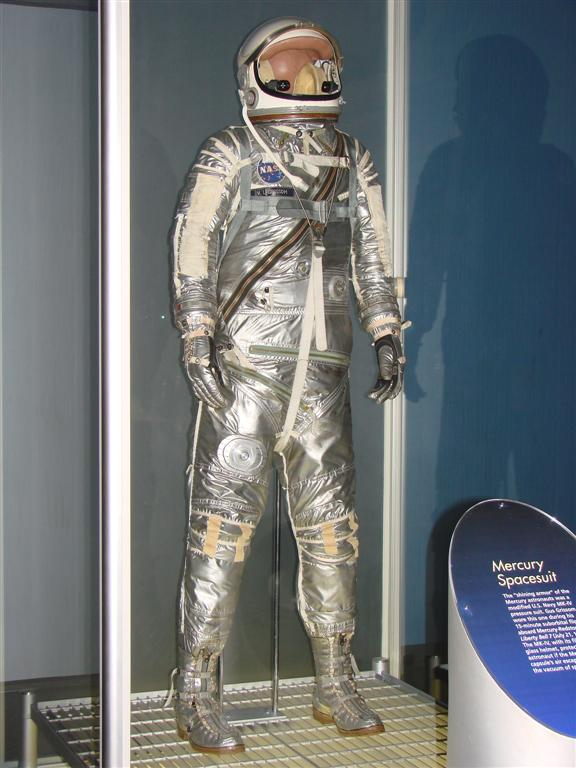
غريسوم في الزئبق الفضاء

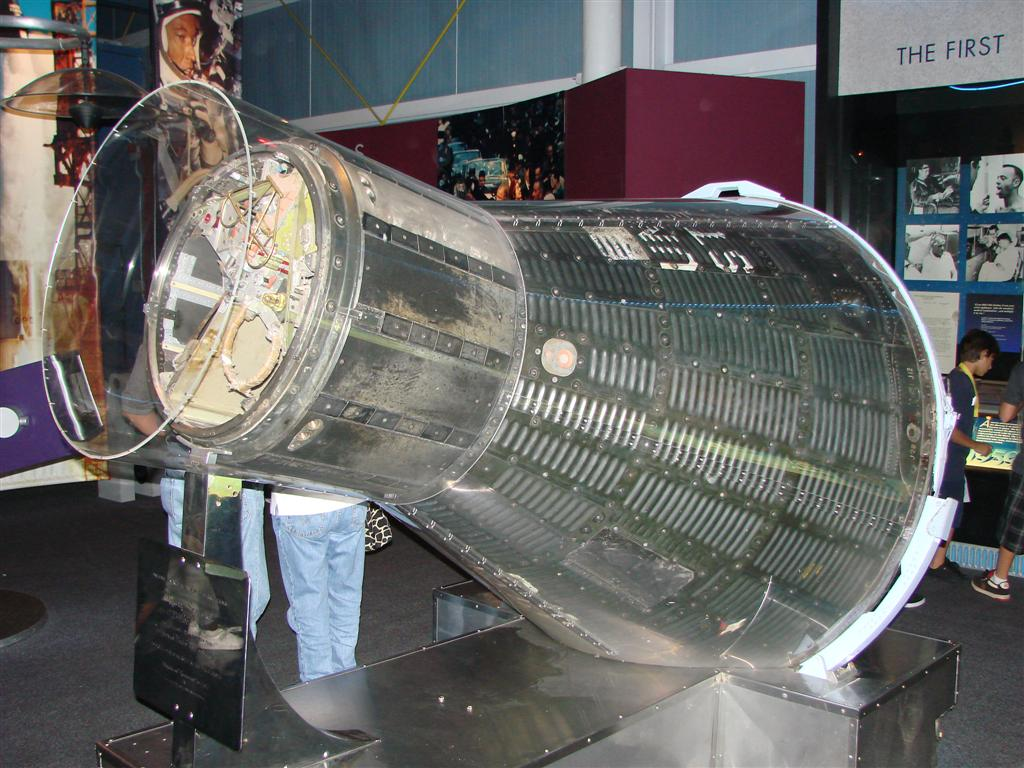
مركبة سيجما 7 ميركوري

تتألف قاعة الأبطال من تكريم المجني عليهم. من بين صالات العرض في قاعة المشاهير هي سيجما 7، المركبة الفضائية ميركوري التي يقودها والي شيرا التي تدور حول الأرض ست مرات عام 1962. تضم غرفة أجهزة محاكاة لاستخدام الأطفال.
تعرض بدلة الفضاء التي يرتديها قس اكريسوم أثناء رحلته وقد كانت موضع نزاع بين ناسا وريثة اكريسوم ومؤيديهم منذ عام 2002. تمت إعارة البدلة الفضائية، إلى جانب القطع الأثرية الأخرى لاكريسوم، للمالكين الأصليين لقاعة المشاهير من قبل عائلة اكريسوم عندما تم افتتاحها. بعد أن دخلت قاعة المشاهير في إفلاسها واستولت عليها شركة ناسا في عام 2002، طلبت الأسرة إعادة جميع موادها. تم إرجاع جميع العناصر إلى عائلة جريسوم باستثناء بدلة الفضاء، لأن كلا من ناسا وجريسومز يدعيان ملكيتها. يدعي ناسا غريسوم دققوا فضاء ل عرض واقول في المدرسة ابنه، ثم لم يعودوا أبدا، في حين يدعي كريسوم جوس إنقاذ فضاء من كومة خردة.

## صالة عرض

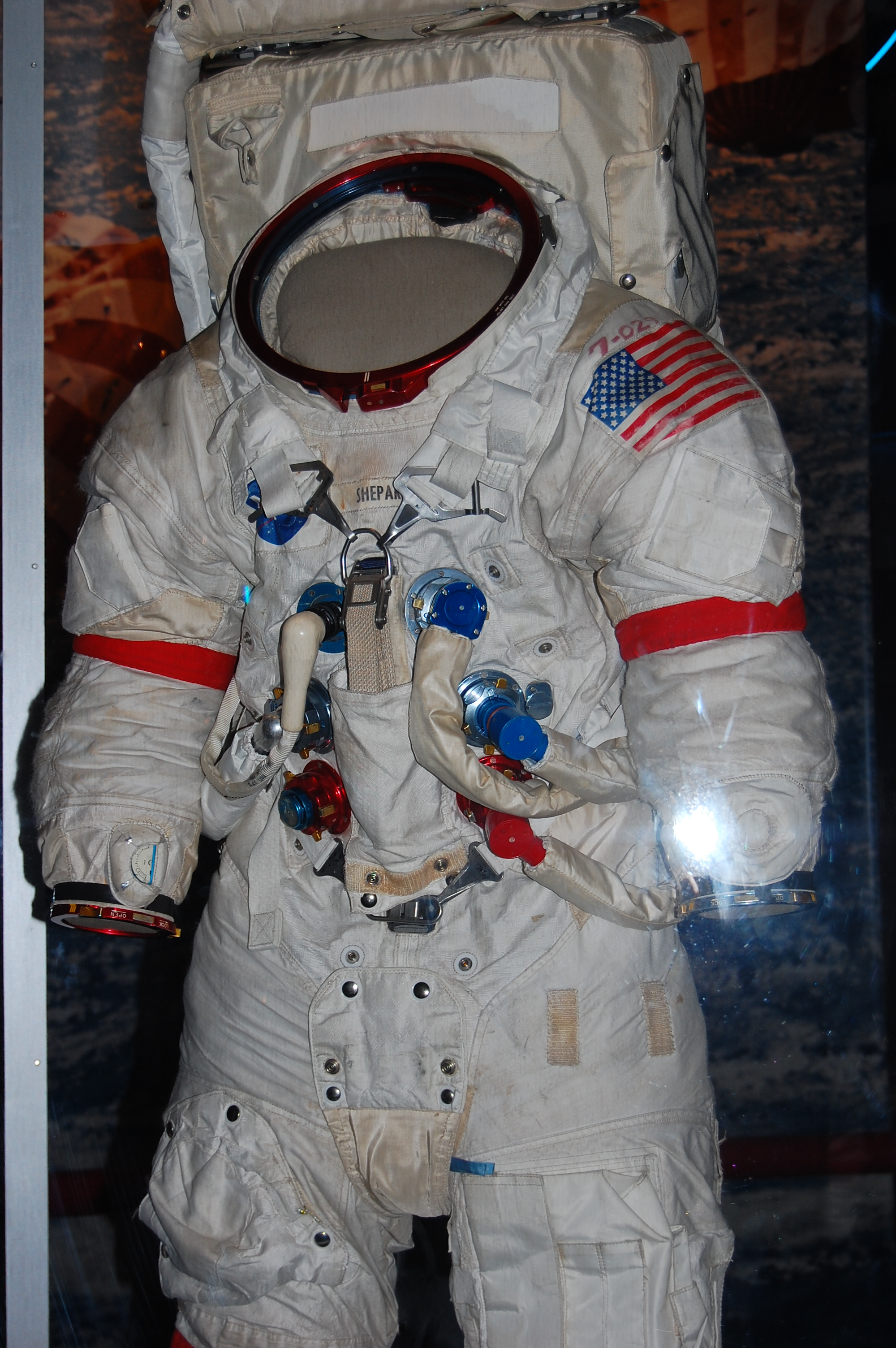
ألان شيبرد أبولو 14 بدلة فضائية
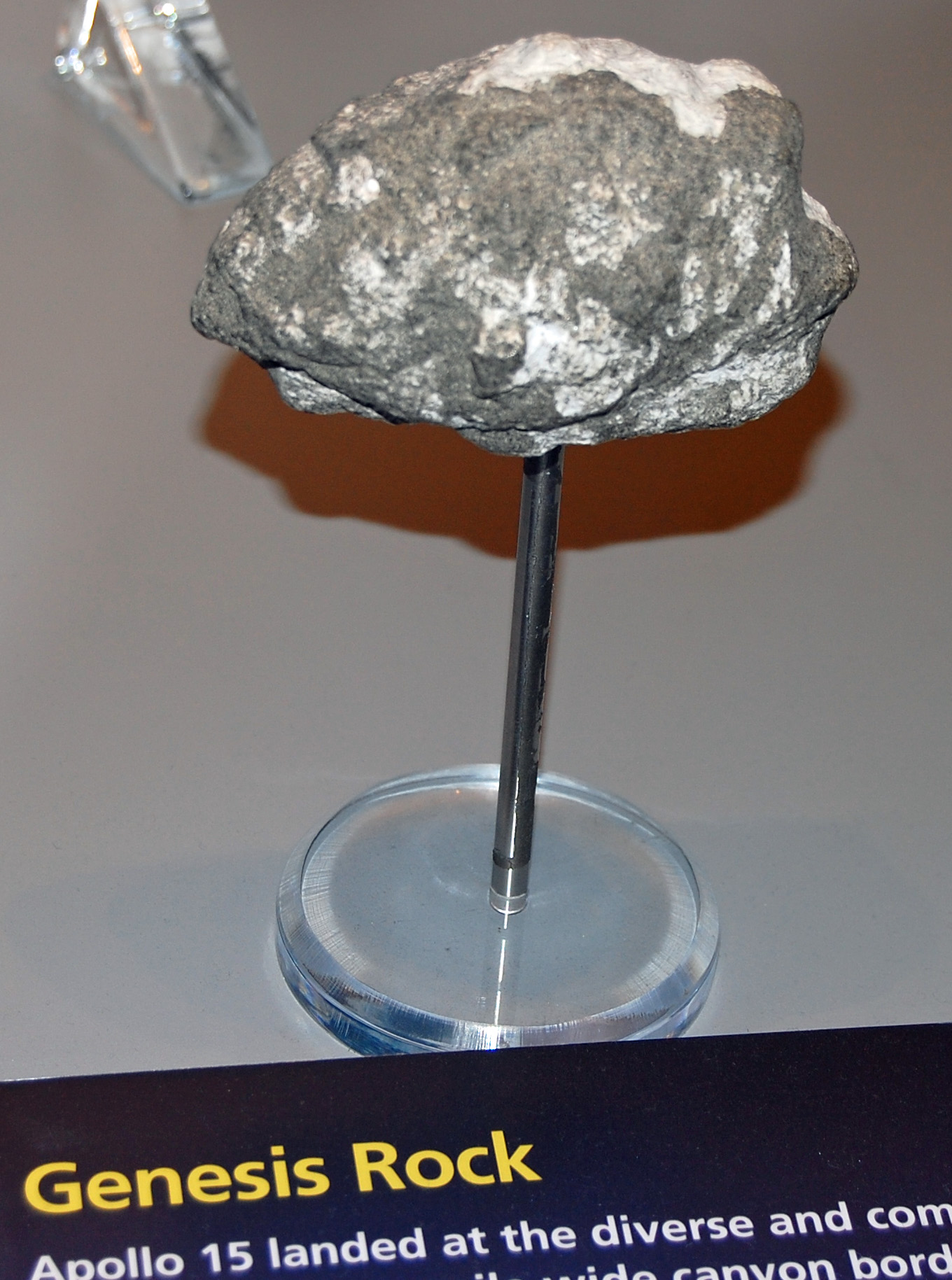
نسخة طبق الأصل من أبولو 15 سفر التكوين روك
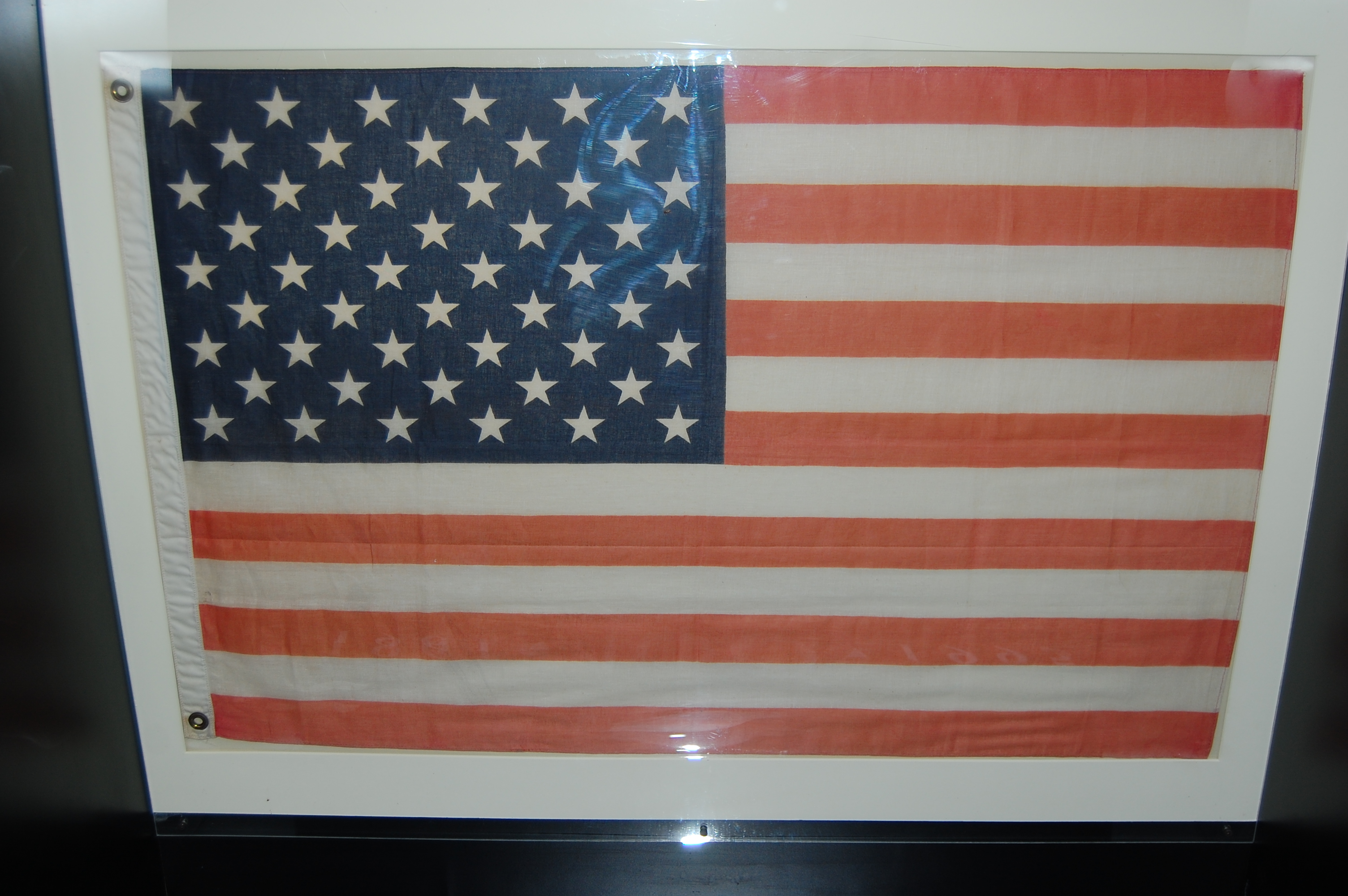
رفع العلم على أول رحلة فضاء أمريكية مأهولة ( ميركوري-ريدستون 3 in 1961) و100 ( STS-71 في 1995)
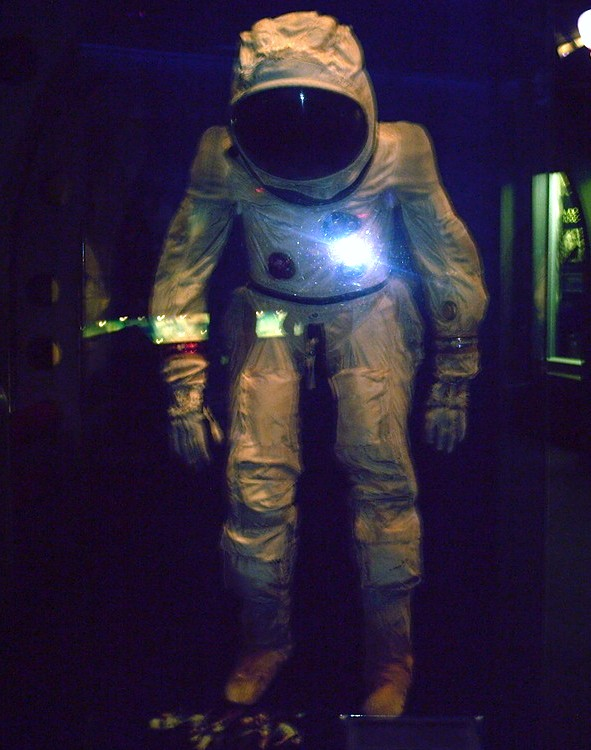
بدلة جيميني 7 جي جمناي 7 سي
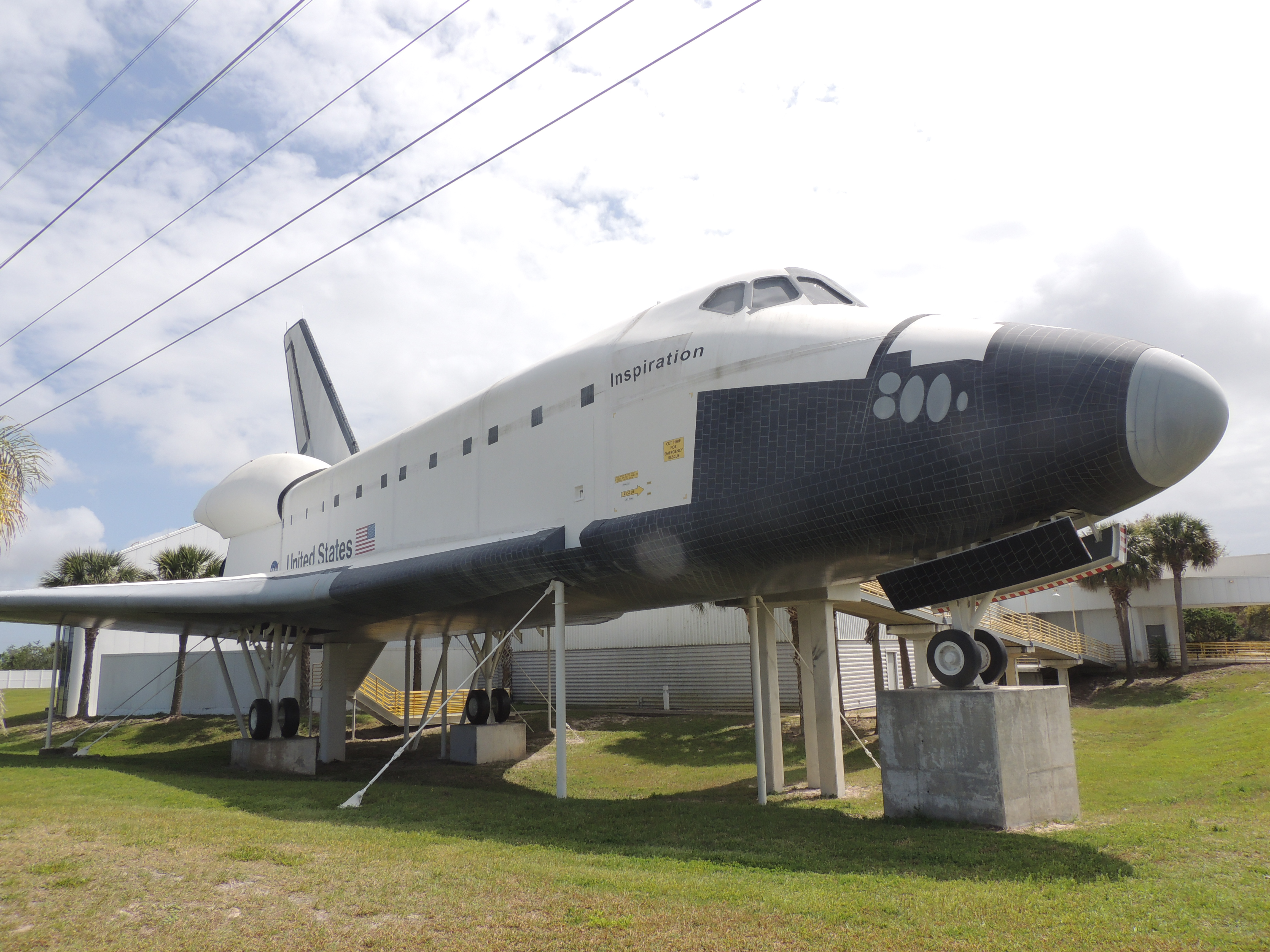
نسخة طبق الأصل من مكوك الفضاء عند دخول قاعة مشاهير رواد الفضاء الأمريكية السابقة

## روابط خارجية
- قاعة مشاهير رواد الفضاء الأمريكية في مركز كينيدي للفضاء
- مؤسسة منحة رائد الفضاء
- استعراض المعروضات في RoadsideAmerica.com
- Worldspaceflight.com قائمة المجربين وتواريخ الاستقراء